# École nationale de la statistique et de l'administration économique
École nationale de la statistique et de l'administration économique (ENSAE ParisTech) er et fransk ingeniør-institut tilknyttet Université Paris-Saclay.
Instituttet blev oprettet i 1942 og har i dag omkring 500 studerende.